# Hodzana River
Der Hodzana River ist ein rund 200 Kilometer langer rechter Nebenfluss des Yukon River im Zentrum des US-Bundesstaats Alaska.

## Verlauf
Er entspringt im Interior in den Kokrine-Hodzana Highlands, fließt zunächst in östlicher, dann in südöstlicher Richtung und mündet knapp 20 Kilometer südwestlich von Beaver in den Hodzana Slough, ein rechter Seitenarm des Yukon River.

## Naturschutz
Bis auf die ersten Kilometer verläuft der Hodzana Rivers im Yukon Flats National Wildlife Refuge.

## Name
Der Name der Ureinwohner Alaskas für den Fluss wurde 1899 im Edwards Track Chart of the Yukon als „Hosiana“ veröffentlicht, was so viel wie „männlicher Biber“ bedeutet. Der Name findet auch für den Hodzana Slough, einen Arm des Yukon im Mündungsgebiet des Hodzana River, Anwendung. 1907 empfahl der Dekan Hudson Stuck dem United States Board on Geographic Names die heutige Schreibweise, weil sie die Aussprache der Ureinwohner besser abbildete.